# روبيان إمبراطور
الروبيان الإمبراطور(بيريسليمينيس إيمبرتور) هو نوع من القريدس أو الجمبري، منتشر بكثافة في المحيط الهندي. يعيش بالمطاعمة على مجموعة من الرخويات المضيفة.